# Mr. Majestyk
Mister Majestyk é um filme estadunidense, de 1974, dos gêneros aventura e policial, dirigido por Richard Fleischer,  roteirizado por Elmore Leonard, baseado no livro de sua autoria, música de Charles Bernstein.

## Sinopse
Vince Majestyk é um ex-militar e veterano do Vietnã que agora é proprietário de uma plantação de melancias em Colorado. Ele está preocupado em fazer a colheita para pagar suas dívidas.
Um encrenqueiro agenciador de mão-de-obra, Bobby Kopas, tenta forçar Majestyk a contratar um bando de bêbados para a colheita, mas o proprietário já havia negociado a mão-de-obra de trabalhadores mexicanos. Os dois brigam e Majestyck vai preso, denunciado por Kopas. Como o plantador tinha sido condenado antes por agressão, fica preso e não pode pagar a fiança, pois ficaria sem dinheiro para os trabalhadores.
Na prisão ele conhece Frank Renda, um assassino de aluguel da máfia. Renda tenta fugir e é atrapalhado por Majestyk, que tenta entregá-lo para a polícia com a condição de que a queixa contra si seja retirada.
Renda consegue escapar mesmo assim, mas fica com ódio mortal de Majestyk e resolve voltar para a região e matá-lo. Ele consegue que Kopas retire a acusação e Majestyk fica livre para terminar a colheita. Sem demora, Renda executa o plano e ele e seus homens começam a perseguir Majestyk, espantando os trabalhadores e arruinando os negócios do plantador. Até que, no final, os dois terão o mortífero acerto de contas.

## Elenco
- Charles Bronson ....... Vince Majestyk
- Al Lettieri ....... Frank Renda
- Linda Cristal ....... Nancy Chavez
- Lee Purcell ....... Wiley
- Paul Koslo ....... Bobby Kopas
- Taylor Lacher ....... Gene Lundy
- Frank Maxwell ....... Tenente Detetive McAllen
- Alejandro Rey ....... Larry Mendoza
- Jordan Rhodes ....... Auxiliar Harold Richie
- Bert Santos ....... Julio Tomas